# Baruntse
Baruntse je hora v regionu Khumbu v severovýchodním Nepálu. Má čtyři vrcholy a sousedí na jihu s ledovcem Hunku, na východě s ledovcem Barun a na severovýchodě s ledovcem Imja. Vrchol byl poprvé zdolán 30. května 1954 cestou přes jižní hřeben Novozélanďany Colinem Toddem a Geoffem Harrowem. Šlo o členy expedice vedené Edmundem Hillarym.

## České expedice
- V roce 2013 se o výstup na vrchol pokoušela čtyřčlenná česká expedice ve složení Petr Machold, Jakub Vaněk, Jiří Zmítko a Jan Svoboda. Expedice byla však při výstupu zaskočena prudkou změnou počasí. Jiří Zmítko a Jan Svoboda, vystupující klasickou cestou (přes jižní hřeben) se v pořádku vrátili do základního tábora, Petr Machold a Jakub Vaněk, pokoušející se o prvovýstup západní stěnou, však zmizeli beze stopy. Zůstal po nich pouze prázdný stan.[2]
- V roce 2021 se do oblasti vypravila čtyřčlenná česká expedice ve složení Marek Holeček, Radoslav Groh, Pavel Hodek a Tomáš Galásek. Na několikadenní výstup na vrchol se vydali Marek Holeček a Radoslav Groh.[3] Zvolili doposud nevylezenou cestu severozápadní stěnou. Během výstupu je provázela značná nepřízeň počasí způsobená cyklónem Yaas. Vrcholu dosáhli 25. května 2021 po 16. hodině "Ani jsme se nefotili, žádné projevy radosti a hned jsme pokračovali dál, dokud nám pekelné počasí dovolilo sestupovat." [4]Nepřízeň počasí oba horolezce uvěznila v sedmitisícové výšce i při sestupu, počasí se zlepšilo až 29. května 2021.